# Magnus Barfod
Magnus Barfod eller Magnus 3. Olavsson Berrføtt (født 1073, død 24. august 1103) var konge af Norge fra 1093 til 1103. Med sin farfar Harald Hårderåde som forbillede var Magnus Norges sidste vikingekonge med det norrøne tilnavn styrjaldar-Magnús, dvs. "Krigs-Magnus". Han var den sidste norske konge, som faldt i kamp udenfor Norges grænser.
Magnus var søn af Olav Kyrre og frillen Tora Joansdatter. Historikere som P.A. Munch opgiver med Morkinskinna og Fagrskinna som kilder hans mors navn som Tora Arnedatter. Hryggjarstykki, Hrokkinskinna og Heimskringla opgiver derimod hendes navn som Tora Joansdatter. Det sidste er mest troværdigt, da Snorre voksede op som fostersøn af Jon Loptsson, der var dattersøn af Magnus Barfod, og nok vidste, hvad hans oldemor hed. 
"Konger skal man have til ære, ikke til et langt liv," sagde kong Magnus.  Hans sværd hed Leggbit (= Benbider), med hjalte af elfenben omviklet med guldtråd. Det irske øl Leggbiter er opkaldt efter kong Magnus' sværd.  Hvert andet år fejres Legbiter-festivalen til hans ære. 

## Opvækst
Magnus Barfod voksede op ved sin fars hird i Nidaros, hvor kong Olav Kyrre var ved at rejse Nidarosdomen. En tid var Magnus bortsat til opfostring hos sin fars fætter, høvdingen Tore Ingeridsson (søn af Hårderådes søster Ingerid). Drengen beskrives som køn, kvik og lærenem; men kontrasten mellem den fredelige kong Olav og hans søn Magnus kunne knapt have været større. Magnus kaldte sig konge i Viken; men kun Øyreting i Nidaros kunne indsætte rigskonger, så Magnus' kongeværdighed strakte sig ikke længere end omkring Oslofjorden. Dog sikrede han sig støtte fra de vigtigste regionale magtcentre (Steigen nordpå, Giske på Sunnmøre og Bjarkøy i Troms). Omkring 1100 drev nordmænd en udbredt handel med engelske byer som Bristol, Lynn og Boston; og med Ribe, Deventer, Køln, Brügge, samt franske havnebyer. Det var naturligt for Magnus at rette blikket mod vest og den norrøne koloni Caithness, hvorfra Torfinn jarl (død i 1064) havde regeret over ni skotske jarledømmer, samt Hebriderne og dele af Irland og Man. 
Af søskende havde Magnus kun halvsøsteren Skjaldvor, der blev gift med lendmanden Sigurd Ranesson og mor til Nikolas Skjaldvorsson. Som kong Magnus Barfods søstersøn fik Nikolas Skjaldvorsson senere politisk betydning.

## Kamp om kongemagten
Olav Kyrre havde været samkonge med sin ældre bror Magnus Haraldsson, og enekonge først efter hans død. Da Olav Kyrre døde i 1093, gjorde ikke kun Magnus Barfod, men også hans fætter Håkon Magnusson Toresfostre krav på kongetitlen. Håkon og hans fosterfar, den mægtige lendmand Steigar-Tore, sørgede for at få Håkon udråbt til konge på Øyretinget i Nidaros i efteråret 1093, mens Magnus Barfod var optaget i Skotland. Håkon regnede sig dog kun som konge over de områder i Norge, hans far havde været konge over; og han blev hurtigt meget afholdt af bønderne for at have afskaffet skatter og pligten til at give kongen julegaver. Om Håkon Toresfostre kvad man:
Gavmild selv bød han Olavs arving halve Norge,
men Magnus, som vel kunne tale, ej mindre end alt ville eje.
Magnus Barfod blev meget oprørt, da han vendte tilbage til Norge samme vinter og opdagede, at fætteren havde foræret dele af hans farsarv væk. Han bosatte sig i sin farfar Hårderådes kongsgård i Nidaros, med syv langskibe liggende lige ved. Håkon Toresfostre hørte om hans hjemkomst, rejste østpå over Dovre og tog ind på det gamle kongesæde i Nidaros, Skulegården ved Klemenskirken. Både han og Steigar-Tore frygtede Magnus Barfods reaktion; men da han så folkets opslutning omkring fætteren, valgte han at sætte sejl og forlade Nidaros. Kong Håkon rejste østpå; men undervejs til Viken over Dovre blev han pludselig syg på rypejagt og døde. Hans lig blev ført tilbage til Nidaros og gravlagt i Kristkirken. Befolkningen sørgede dybt over tabet af den unge konge.  En af hans mænd, danskeren Svend Haraldsson,  søn af Harald Flette, blev valgt til nyt kongsemne. Den aldrende Steigar-Tore havde ingen tro på, at kong Magnus ville glemme ham, at han havde fået sin fostersøn Håkon valgt til konge. Sammen med Steigar-Tore var vikingen Svend Haraldsson og lendmanden Egil Aslaksson, gift med Ingebjørg, søster af Skofte på Giske, samt den mægtige Skjalg, indstillet på at anstifte oprør mod Magnus Barfod.  Skjalg var muligvis den Skjalg jarl, der havde herredømme over kværnstensbruddet på Hyllestad,  det største i Norden og betydeligt i europæisk sammenhæng, sammenlignet med nutidens olieindustri. 
Steigar-Tore og Svend Haraldsson havde i 1095 fået samlet en stor hær. Da kong Magnus hørte det, fik han sendt en hær mod dem, ledet af den trønderske lendmand Sigurd Uldstreng, stifter af Nidarholm kloster på Munkholmen.  Det kom til flere kampe, først i Vanvikan i Trøndelag og senere på Bjarkøy i Hålogaland, hvor Steigar-Tore og Egil Aslaksson plyndrede lendmanden Vidkunn Jonssons gård, og lod den og gårdens langskib nedbrænde. Vidkunn Jonsson (senere fosterfar for Magnus den Blinde) måtte flygte sammen med sin far Jon Arnesson. Vidkunns ældre bror Sigurd Jonsson var derimod med i oprørsflokken og blandt dem, Magnus Barfod senere lyste fredløs.  Steigar-Tore blev taget til fange; han og Egil Aslaksson blev hængt på Vomma. Ifølge Snorre var den aldrende Steigar-Tore så stor og tung, at hans hals blev slidt itu ved hængningen, så hovedet faldt ned under galgen med et dunk. 
Magnus Barfod lod derimod Svend Haraldsson gå, selv om han var oprørt over, at hans modstandere havde udset sig en lavættet dansker til at overtage hans stilling. I foråret 1096 hærgede Barfod i Halland og tog et stort krigsbytte. I Ranrige (det nordlige Bohuslen) boede lendmanden Sveinke Steinarsson, der blev morfar til Erling Skakke og havde været den afdøde Håkons første fosterfar, før drengen kom til Steigar-Tore. Sveinke sørgede dybt over Håkon Toresfostre, og ville ikke forhandle med kong Magnus' udsendinge. Da det kom Magnus Barfod for øre, blev han rasende. Lendmændene var blevet egenmægtige i de 26 år med fred og gode tider under hans fars styre. Ifølge Morkinskinna tog han selv til Viken og sendte derfra bud til Sveinke, der holdt grænseområdet frit for røvere og vikinger. Egentlig ville han have Sveinke landsforvist og al hans ejendom beslaglagt; men lendmændene, der overbragte beskeden, modererede det til et krav om tre vintre udenlands, og anførte ydermere, at Sveinke kunne regne med en snarlig tilbagekaldelse, når vikinger igen skabte problemer. Parterne indgik et forlig, og Sveinke flyttede til Halland. Men som Barfods udsendinge havde forudset, blev problemet med vikinger snart så omfattende, at kong Magnus måtte bede Sveinke om at komme tilbage. Det var han ikke villig til, så Barfod måtte til sidst i egen person tage til Halland og gå canossagang for at få ham tilbage. De kom til enighed, og Magnus Barfod havde dermed alle landets lendmænd på sit parti. 

## Første togt i vesterled
I efteråret 1093 havde kong Magnus hjulpet Donald Bane med at erobre Edinburgh og den skotske trone; men allerede i foråret 1094 tilranede Duncan 2. sig kongeværdigheden. I 1098 var det dog Donalds bror Edgar Ætheling, der var skotsk konge. Han havde nok af indre modsætninger at strides med, om han ikke også skulle møde en ydre fjende, og tilbød derfor at afstå fra alle krav på øerne vest for sit land - så længe Barfod til gengæld lod Edgar Ætheling og resten af landet i fred. Det skal kong Magnus have accepteret, og en forbigående trolovelse mellem ham og kong Edgar Æthelings søster Edith skal nok ses i det lys. Mest sandsynligt mødtes de aldrig, og hun giftede sig i stedet med kong Henrik 1. af England.

## Hærtogt i Sverige
I 1096 var Magnus Barfod på hærtogt i Halland, som den gang var dansk. Efter dette var forholdet mellem Norge og Danmark anspændt. Erik Ejegod frygtede, at en krig i Götaland ville brede sig til Danmark. Desuden arbejdede han for oprettelsen af en ærkebispestol i Norden. Det ville sandelig tage sig kønt ud, hvis de tre nordiske riger bragede sammen i krig, lige under indstiftelsen av ærkebispedømmet i Lund.
I efteråret 1099 måtte Magnus igen østpå for at forsvare sine interesser overfor kong Inge Stenkilsson. Fra gammelt af udgjorde Göta älv den sydlige grænse mellem Sverige og Norge, så Magnus mente, han havde krav på egnen, der imidlertid var begyndt at skatte til Sverige. Han og hans mænd plyndrede sig gennem de svenske bygder. Da de nåede frem til selve Götaland, havde kong Inge hørt om deres brutale fremfærd og rejst en betydelig hær. Magnus' bedste mænd bad ham indstændigt om at trække sig tilbage, men tilbagetrækning var utænkeligtfor Magnus, og ved Fuxerna på Göta elvs østlige bred kom han overraskende over svenskerne. En stille efterårsnat blev på et øjeblik forvandlet til et blodbad, hvor kong Inge med nød og næppe undslap. Magnus nåede derefter helt frem til Vänern med sine mænd, og anlagde en borg af tørv og tømmer på Kållandsø. Vinteren var i anmarch, så han vendte hjem til Norge, men efterlod 300 mænd til at overvintre på Kållandsø, under ledelse af sine to bedste mænd, Finn Skofteson og Sigurd Uldstreng. I mellemtiden havde kong Inge samlet en hær på 3.000 mand for at blive af med nordmændene. De overmodige karle på Kållandsø lavede en nidvise om hans sendrægtighed, skønt han kun ventede på, at Vänern skulle fryse til, så han kunne komme over:
Udsat har sin ankomst
Inge Bredrøv længe.
Søen frøs til, og kong Inges sendebud kom over. Generøst blev nordmændene tilbudt frit lejde med fuld udrustning samt krigsbyttet, hvis bare de rejste hjem. Han fik et respektløst svar. Da tog kong Inge selv ud på øen med sin hær, og lod sine sendebud opfordre nordmændene til at forlade stedet med fuld udrustet; tyvegodset måtte de lade tilbage. Det nægtede de, og blev stormløbet og beskudt, så nordmændene bad om våbenhvile. Kong Inge beordrede dem ud uden våben og kappe, og til overmål fik hver af dem et svirp med en vidjegren, når de kom ud. Efter denne ydmygelse vendte de igen hjem til Norge, og borgerne i Marker gav da sig atter under kong Inge. Kong Magnus blev rasende; han var helt til grin efter denne æreløse optræden af hans mænd. Straks sneen trak sig tilbage efter vinteren, kom han farende op langs Göta elv, lagde til ved Fuxerna, gik i land og hærgede området. Han og hans mænd var kommet langt væk fra skibene, da gøterne pludselig væltede ud fra skoven i et bagholdsangreb. Magnus Barfod havde en let genkendelig, ildrød trøje udenpå sin brynje. Nu bad Finn Skoftesons bror Ogmund om at få den røde trøje på. De rasende göter tog ham for kongen og løb så efter ham, mens kong Magnus ubemærket fik smuttet tilbage til skibene. På sine hærtogter i Sverige havde han ikke opnået andet end at plyndre og rasere. I egne rækker sad han med faldne og skadede til ingen nytte, og i vanære var han jaget hjem til Norge. Endnu værre var det, at hans fremfærd lagde grund for ufred med både Danmark og Sverige i de kommende år.
De tre landes konger mødtes så til fredsforhandlinger ved landemærket ved Göta elv. Med Erik Ejegod som fredsmægler kom man frem til, at grænserne skulle forblive urørt, bortset fra, at Magnus Barfod skulle få det gamle norske område Dalsland tilbage ved at gifte sig med kong Inges datter Margrete (1085–1130) (som derved vandt sit tilnavn "fredkulla" (= fredskvinde)). Hun fik nemlig området med som sin medgift; men da hun ingen børn fik med Magnus, blev Dalsland aldrig norsk. Der var tale om en ren magtalliance, der næppe har fungeret som noget ægteskab. Intet tyder på, at parret nogensinde delte bo. Magnus havde børn med flere kvinder; og efter Magnus' død blev Margrete gift med den danske konge Niels, som hun fik to børn med.

## Da Magnus tabte en hirdmand
På Magnus Barfods tid skal der have været omkring 300 overvintrende islændinge i Nidaros. Sommeren 1096 eller 1097 blev den 17-årige Gisl Illugeson indlogeret hos Håkon på Forbord udenfor byen. Gisl var af høj byrd; hans oldefar var skjalden Tindr Hallkelsson. Tindrs bror var høvdingen Illuge den Sorte fra Borgfjord, far til skjalden Gunløg Ormstunge. Da Gisl var seks år, var han og hans tre år ældre bror Torvald vidne til, at deres far, Illuge Torvaldsson, blev hugget ned af Tormod Kallesson og hans svigersøn Gjavvald. Gisl svor at hævne sin far. Nu var han i Nidaros ligesom Gjavvald; men Gjavvald var hirdmand hos kong Magnus, så det hele fortonede sig ret håbløst. Men Håkon på Forbord rådede den unge til at hælde flydende voks over ansigtet og lade det stivne; så ville han være ukendelig, som angrebet af en hudsygdom. Han kom da også Gjavvald nær indpå livet i kirken, men ville ikke krænke helligfreden; ligeledes da han passerede Gjavvald på gaden, mens kirkeklokkerne kimede. En lørdag passerede kong Magnus ham dog på gaden med sit følge, og gik videre, mens Gjavvald i stedet gik hen til sin kone Helga, der netop kom ud på gaden med deres barn på armen. Da Gjavvald ville springe efter kongen, huggede Gisl ham ned og flygtede derefter i en båd. Ude på Nidelven råbte han til sine forfølgere: "Sårene som Gjavvald, kong Magnus' hirdmand, har fået, er mit værk." Han blev dog fanget og sat i en fjeter, et fangebur fra Harald Hårderådes dage, bevogtet af en kone. Magnus Barfod indkaldte til møde og afsagde straks dødsdom over drengen. Men straks ringede kirkeklokkerne helligdagen ind, og bybiskoppen i Nidaros skyndte sig at bede om helligdagsfred for den unge islænding. Der lå tre islandske skibe til havn, og islændingene samlede sig til rådslagning, deriblandt Gisls slægt og venner. Dagen efter, søndag, kaldte Gjavvald kongen til sit sygeleje og bad ham om at benåde Gisl. Gjavvald kom til at dø i løbet af dagen; og for at blive frelst, mente han at måtte tilgive sin drabsmand. Mandag var der møde, hvor islændingene blev kaldt "I talgdjævle", fordi talg på den tid var Islands største eksportvare; men Jon præst rejste sig og talte sin landsmands sag: "Hvis du, konge, dømmer forkert, vil du selv kastes i den første ild." Gisl talte også sin sag og sagde, han overlod kongen sit hoved; så lagde han sit hoved i kongens skød. Magnus bad ham selv tage hånd om sit hoved. "Tag Gjavvalds plads ved bordet, og gør hans tjeneste." Otte islændinge måtte dog stille sikkerhed for Gisl. For drabet forlangte kongen 16 mærker sølv, og eftergav Gisls halvpart; de andre otte mærker blev betalt af de otte, med 1 mark hver.

## En pilgrimsrejse i kongens kreds
Skofte Ogmundsson kom på kant med Magnus Barfod om en arvesag. Skofte holdt arven tilbage, men kongen forlangte den udbetalt. To af Skoftes sønner, Finn og Ogmund Skofteson, var begge hos kongen og talte familiens sag. Finn mindede om den gang, han var ladt tilbage på Kållingsø, og "at de, der sad der, havde været svigtede og dødsdømte, hvis ikke kong Inge havde vist os mere storsind, end vi fik af dig." Den tale gjorde intet indtryk på kongen. Hverken Skofte eller hans sønner mødtes siden med kong Magnus. Det næste efterår rejste Skofte Ogmundson fra Norge med sine fem langskibe; han havde de tre sønner med på sejladsen: Ogmund, Finn og Tord. De sejlede til Flandern for overvintring; om sommeren gennem Nørvesund og om efteråret til Rom, hvor Skofte døde. Også hans sønner døde på rejsen. Tord levede længst af dem; han døde på Sikelø. Ifølge Snorre var Skofte den første nordmand, der sejlede gennem Nørvesund.

## Andet togt i vesterled
Barfods andet togt i vesterled var i 1101 eller 1102. Han sejlede med en stor ledingsflåde. Målet var både at stadfæste herredømmet på Man og at gøre fremstød også i Irland. På kong Magnus' tid fandtes der stadig norsktalende samfund i Irland, Skotland og England. For at vinde indpas i Irland skal Magnus ligeledes have foreslået for kong Muircheartach af Munster (et oldebarn af Brian Boru og selvudnævnt overkonge af Irland), at Magnus selv eller hans søn Sigurd (f. 1090) giftede sig med Muircheartachs datter Blathmin (som i norrøne kilder omtales som Bjaðmunjo Mýrjartaksdóttir). Dette norsk-irske forbund mellem Muircheartach og Magnus blev ikke til noget, da det norske hærtogt mislykkedes.
Magnus og hans mænd hærgede på øerne Ivist, Skye, Tiree og Mull; de hærgede på både irsk og skotsk side af sundet. Til gengæld gik Ulsters mænd til angreb på tre af de norske indtrængeres ledingsskibe, og dræbte 120 mænd; et alvorligt tab for Magnus. Da han steg i land på Man, var Ottar jarl lige faldet der i et blodigt slag; de døde var endnu ikke begravet. Magnus slog sig til ro på øen en tid for at få den befæstet og tilrettelagt for norsk tilflytning. Indbyggerne i Galloway måtte levere tømmeret til genrejsningen. Magnus kunne med rette kalde sig "landbygger" i modsætning til sin farfar Harald Hårderåde, der havde haft ordet landeydar (= land-øder, land-raserer) skrevet på sit banner. Magnus opmuntrede nordmænd til at slå sig ned på Man og Sudreyar. I middelalderen var Man og Sudrøerne stadig et bispedømme underlagt ærkebiskoppen i Nidaros. Først i 1266 overgav Magnus Lagabøte øen til Skotland.

## Slaget ved Ringreagh
Irske annaler nævner ikke noget om kampe eller krig i forbindelse med Barfods overtagelse af Dublin, hvor Muircheartach havde haft magten fra 1094. Magnus fik rejst borge på egnen for at markere det norske overherredømme. Han ønskede dog med tiden at blive irsk overkonge. Muircheartach indgik aftale med Magnus om at sørge for nordmændenes proviant til hjemturen, og gav besked om, at Ulster-mændene kom med slagtekød aftenen inden bartholomæusmesse 24. august 1103. Det gjorde de ikke; tværtimod var de oprørte over, at nordmændene ville have det slagtekvæg, irerne nødigst ville afse. Nu fik kong Magnus nok, og ved daggry 24. august drog han med sine mænd ind i landet, et vanskeligt terræn bestående af moser omgivet af kratskov. Fra et højdedrag fik de øje på et følge af mænd, der nærmede sig. Magnus indså, at det kunne komme til et slag, og hans mænd syntes, han nølede for længe, inden han besluttede sig for en slagorden. Til sidst bad Øystein Albue ham om at tage affære, og mændene tog opstilling med Øystein og kong Magnus i spidsen; ifølge Snorre var kongen iført hjelm og et rødt skjold med en løve indlagt i guld. På hans røde trøje var der indsyet en løve af gul silke både foran og bag. Dette er senere omtalt som ophav til det norske rigsvåben; men Magnus' løve omtales kun af Snorre og kendes ikke fra andre kilder.
Følget ankom så, og viste sig at være mændene med det lovede slagtekvæg. Magnus og hans mænd vendte om og begav sig tilbage mod skibene; men nu væltede irerne frem fra et baghold i kratskoven. Nordmændene gik spredt, og mange faldt. Øyvind sagde til kongen, at nu var de ilde ude, og kongen bad ham blæse til slag, så de kunne opstille til skjoldborg og trække sig bagud til slettelandet og få fast grund under fødderne. Magnus havde deltaget i mange slag mod irere; men denne gang var hans mænd i mindretal. Det kunne hans dygtige bueskytter ikke ændre ved. Han råbte derfor til lendmanden Torgrim Skindhue fra Oplandene, at han skulle tage sine mænd over diget til en holm, mens Magnus og de andre dækkede dem. Fra holmen skulle Torgrim og hans følge så dække Magnus og resten, til de kom sig sikkert over. Men da Torgrim og hans mænd var nået over diget, kastede de skjoldene bag på ryggen og sprang ned til skibene. Magnus skal da have råbt efter ham: "Umandig skilles du ved din konge. Uklog var jeg, dengang jeg gjorde dig til lendmand og sendte Sigurd Hund væk; aldrig vilde han have opført sig sådan!" (Sigurd Hund havde arvet sit tilnavn efter sin morfars far Tore Hund.) Kong Magnus fik derefter et spyd gennem begge lår. Han greb om spydskaftet og knækkede det med ordene: "Sådan bryder vi benspærrer, drenge!" Men så fik han et dræbende øksehug i halsen og segnede om. Da flygtede resten af hans mænd, men Vidkunn Jonsson nåede at dræbe hans drabsmand. Skønt selv såret, fik Vidkunn også reddet sværdet Leggbit.
Torgrim Skindhue havde gjort det mest æreløse og utænkelige, en mand og særlig en lendmand, kunne foretage sig - at løbe sin vej fra en kamp. Havde han gjort det af skræk, havde han tabt alt - sin ejendom, nok også sit liv. Men hans mænd ham. Det var aftalt spil. Torgrim og hans følge var sikret ære, på trods af den æreløse handling. De må have haft opdragsgivere hjemmefra. Med deres forræderi var slaget tabt, og historiens gang ændret. Med Magnus Barfods død blev der sat punktum for vikingetiden.

## Tilnavn
Der er flere forklaringer på tilnavnet Barfod: Enten fordi han gik med skotsk kilt og bare lægge; eller fordi han fulgte irsk skik og red barfodet. 

## Eftermæle
Magnus Barfods eftermæle gik på, at der var fred i Norge i hans regeringstid; men folket betalte dyrt for hans ledingstogter i udlandet.
Nordmændene fik ikke den faldne konge med sig, og ingen ved, hvem der fik ham gravlagt. Ifølge krøniken er hans grav ved St. Patrick i Down, dvs. katedralen i Downpatrick. Men en engelsk mile sydvest for Donpatrick ligger et sted kendt som "Magnus' grav". Stedet er ikke udgravet.

## Børn
Magnus fik fem børn, han anerkendte; dertil meldte der sig flere, som påstod at være hans sønner. Hans ældste barn var
- Øystein Magnusson, f. 1089, født af en ukendt kvinde "af lav byrd".

Barn nr to var
- Ragnild Magnusdatter,[43] født af ukendt mor, gift med Harald Kesja (død 1135). I ægteskabet fik de sønnen Oluf Haraldsen og 3-5 andre sønner.

Ligeledes var
- Tora Magnusdatter, født af ukendt mor; gift med præsten Loptur Sæmundsson på Island. [44] I ægteskabet sønnen Jon Loptsson (1124-1197), der var fosterfar for Snorre, og har efterslægt på Island.

Mor til søn nr to,
- Sigurd Jorsalfar, f. 1090, hed Tora, og var ifølge Snorre så grusom, at hun skar tungen af den fattige Kolbein, fordi han havde spist et stykke kød fra hendes fad.[45] Andre kilder opgiver Sigurds mor som en højættet, engelsk kvinde, der blev ført som fange til Norge. Det regnes dog som mindre sandsynligt, at en fornem engelsk kvinde blev taget som træl i Olav Kyrres fredelige regeringstid; men en angiveligt engelsk mor var et plausibelt motiv for, at Sigurd senere blev taget til konge over det norske ørige vestpå.[46]

Med Sigrid Saksesdatter fra Strinda i Trøndelag fik Magnus sin tredje søn
- Olav Magnusson, f. 1099, som døde tidligt.

Yderligere tre mænd:
- Harald Gille,
- Sigurd Slembe, søn af Sigrids søster, Tora Saksesdatter fra Strinda i Trøndelag, men aldrig godkendt som kongesøn, samt
- Magnus Røde, hævdede at være sønner af Magnus. Sidstnævnte er dog kun omtalt i Fagrskinna. [47]